# 座間市立相模中学校
座間市立相模中学校（ざましりつ さがみちゅうがっこう）は、神奈川県座間市相模が丘六丁目にある公立中学校。通称は「さっちゅう」。　　

## 歴史
- 1979年（昭和54年）4月2日 - 座間市相模台1382番地に新設開校[1]。
- 1981年（昭和56年）6月1日 - それまでの大字相模台に住居表示を実施するに当たり、相模が丘と改称したため所在地表記変更。

## 通学区域
- 座間市
  - 相模が丘一丁目
  - 相模が丘二丁目
  - 相模が丘三丁目
  - 相模が丘四丁目
  - 相模が丘五丁目
  - 相模が丘六丁目
  - 小松原一丁目
  - 広野台一丁目1番〜32番・36番〜50番
  - 広野台二丁目
  - 相武台一丁目9番7号・12号・14号・18号・10番〜14番

## 進学前小学校
- 座間市
  - 座間市立相模野小学校
  - 座間市立相模が丘小学校

## 部活動
- 軟式野球部
- 陸上競技部
- サッカー部
- ソフトボール部
- ソフトテニス部
- バスケットボール部
- 卓球部
- 剣道部
- バレーボール部
- 美術部
- 家庭部
- 合唱部
- 演劇部
- バドミントン部

## 行事
- 4月 入学式、始業式、離着任式、内科検診、心臓検診、尿検査、身体測定、授業参観、保護者会、歯科検診
- 5月 耳鼻科検診、眼科検診、PTA総会、授業参観、部活動保護者会、生徒総会、遠足（1・2年）
- 6月 衣替え、修学旅行（3年）、心肺蘇生法講習会（2年）、引き取り訓練、授業参観、保護者会、生徒総会、定期試験
- 7月 生徒総会、三者面談、大掃除、終業式、夏季休業開始
- 8月 夏季休業、始業式、避難訓練
- 9月 兄弟学級開き、定期試験
- 10月 体育祭
- 11月 職場体験（2年）、定期試験、授業参観・保護者会、青少年フェスティバル、学校保健委員会、福祉体験学習（1年）、相模祭
- 12月 生徒会立会演説会、生徒総会、三者面談、大掃除、終業式、冬季休業
- 1月 始業式、新入生保護者説明会
- 2月 小学6年生1日体験入学、学年末試験、薬物乱用防止講演会・保護者会（3年）
- 3月 卒業式、生徒総会、1・2学年保護者会、学校保健委員会、修了式

## 常任委員
常任委員という委員会がある。
- 文化福祉常任委員会
- 整備美化常任委員会
- 学習図書常任委員会
- 保健体育常任委員会
- 生活常任委員会
- 放送常任委員会
- 体育祭実行委員会
- 相模祭実行委員会
- 選挙管理委員会
- 予算編成委員会

## 制服
- 2023年より座間市内統一のブレザー型の制服を導入。

## ゆるキャラ
2021年、「サガーミくん」が学校のゆるキャラとして制定された。

## 交通
- 小田急小田原線小田急相模原駅より徒歩19分
- 小田急江ノ島線南林間駅より神奈中バス 小02系統「相模が丘」バス停下車、徒歩3分
- 小田急江ノ島線中央林間駅より徒歩25分

## 著名な出身者
- 角野秀行（TUBEベーシスト）第二期生 1981年（昭和56年）3月卒業
- 松本玲二（TUBEドラマー）第三期生 1982年（昭和57年）3月卒業